# Parantica taprobana
Hổ Ceylon (Parantica taprobana) là một loài bướm giáp thuộc phân họ Danainae. Đây là loài đặc hữu của Sri Lanka.

## Hình ảnh

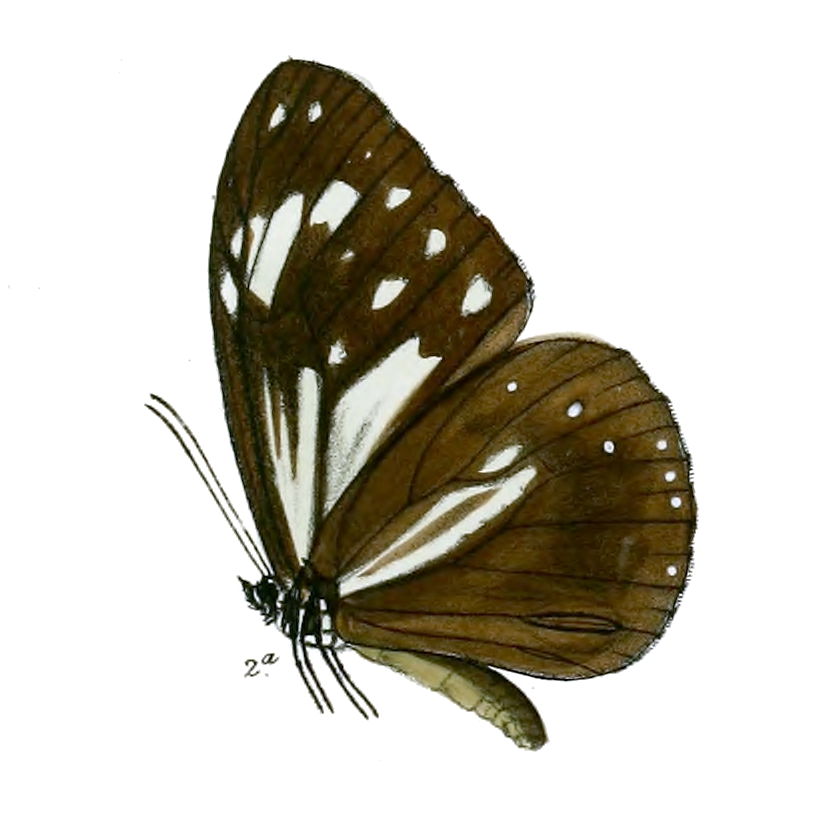
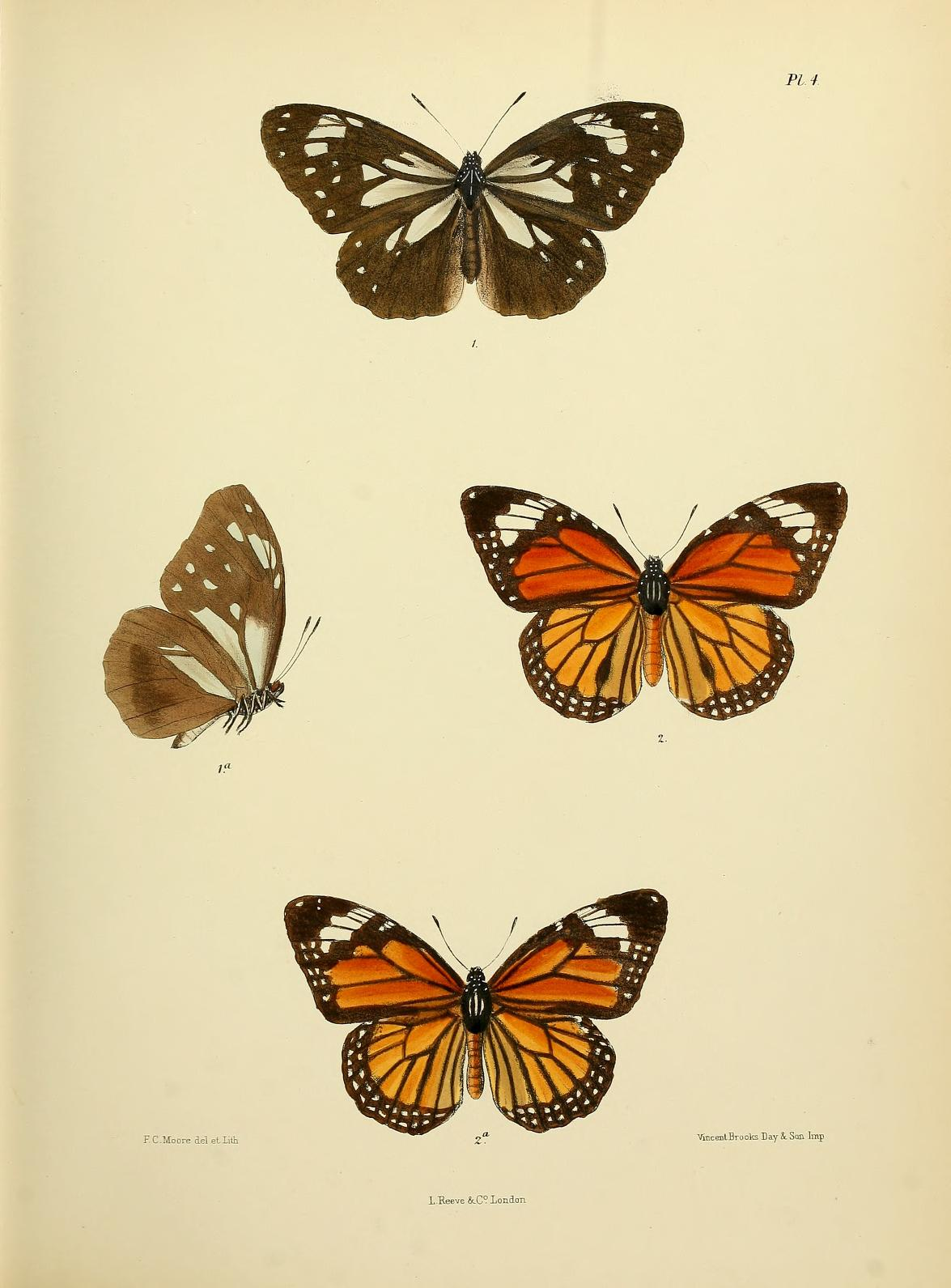